# Heratemis filosa
Heratemis filosa är en stekelart som beskrevs av Walker 1860. Heratemis filosa ingår i släktet Heratemis och familjen bracksteklar. Inga underarter finns listade i Catalogue of Life.